# Bardi (jezik)
Bardi jezik (baadi, baardi, badi, bard; ISO 639-3: bcj), australski jezik porodice nyulnyul, kojim govori 380 ljudi (1996 census) iz plemena Bad u australskoj državi Zapadna Australija. Govori se u gradovima Broome i Derby i domorodačkim naseljima One Arm Point Aboriginal Community i Lombadina Aboriginal Community (uglavnom starija generacija; osobe preko 40 godina starosti). U upotrebi su i engleski [eng] ili kriol [rop].
Ima nekoliko dijalekata (bardi i jawi)

## Vanjske poveznice
- Ethnologue (14th)